# Ласков, Иван Антонович
Ива́н Анто́нович Ласко́в (бел. Іван Антонавіч Ласкоў; 19 июня 1941, Гомель — 29 июня 1994, Якутск) — советский белорусский и российский писатель. Прозаик, поэт, литературный критик, переводчик. Член СП СССР с 1973.

## Биография
Родители Ласкова — происхождением из крестьян. Мать, Козловская Юлия Афанасьевна (1909—1963) — белоруска, из деревни возле станции Красный Берег, Бобруйского уезда, Минской губернии. Отец, Ласка́вый Антон Иванович (около 1901—1941) — украинец, из крестьян Полтавской губернии, перебрался на Гомельщину в 1933, спасаясь от голода на Украине, работал на Гомельской конфетной фабрике, в 1941 году был призван в ряды РККА и пропал без вести на фронте.
В 1953—1958 Иван Ласков (фамилию, доставшуюся ему от отца, Ваня, пойдя в школу, самолично сократил) воспитывался в Могилёвском детском доме. В 1964 окончил химический факультет Белорусского государственного университета, в 1971 — Литературный институт им. А. М. Горького. Работал в Дзержинском филиале НИИОГАЗ (Горьковская область), на Белорусском радио, в газете «Зорька» (Минск). В 1971 приехал в Якутию. Был женат на якутской писательнице Валентине Гаврильевой. В 1971—1977 работал в газете «Молодёжь Якутии», в Якутском книжном издательстве. С 1977 — старший литературный редактор, затем заведующий отделом журнала «Полярная звезда» (Якутск). С 1993 — сотрудник детского журнала «Колокольчик» (Якутск). Работал также преподавателем ЯГУ (вне штата) и зав. отделом связей с общественностью Якутского аэрогеодезического предприятия. Скоропостижно скончался на прогулке в лесном массиве возле Якутска, по заключению медиков — от геморрагического инсульта.

## Творчество
Писал на русском и белорусском языках. Печатался с 1956. На русском языке выпустил сборники поэзии «Стихия» (1966), «Белое небо» (1969) — о мире молодого учёного-химика; фантастическую повесть «Возвращение Одиссея» (1973); «Хромец» (1975) — поэма об эпохе и личности Тамерлана; сборники рассказов «Ивановы» (1979) и «Лето циклонов», повести «На подводных крыльях» и «Туман» (1987) — о людях Севера; историческая повесть «Пищальники не пищат» (1990) — о событиях в Якутии XVII века. На белорусском — сборник стихов «Кружное лета» (1973), поэму «Кульга» (1985), сборники рассказов для детей «Андрэй-Эндэрэй» (1978), «Чароўны камень» (1983). Переводил на русский язык произведения якутских писателей. Печатался в изданиях «Чырвоная змена», «Літаратура і мастацтва», «Полымя», «Полярная звезда» и др. Был награждён Почётной грамотой Президиума Верховного Совета ЯАССР.
В последние годы жизни занимался также научными исследованиями в области филологии и истории. Автор «финно-угорской концепции происхождения белорусов», которая в начале 90-х годов, будучи обнародованной автором, вызвала критику со стороны сторонников «балтской» теории происхождения белорусов. Научно-популярные статьи «Племя пяти родов», «Имена указывают путь», «Летописная литва: происхождение и судьба» (1993) и др. В своих научно-популярных, публицистических статьях затрагивал также вопросы происхождения якутов, историю Якутии советского периода и другие проблемы. В последний год своей жизни Ласков, работая в якутских архивах, обнаружил и предал гласности информацию о том, что классик якутской литературы П. Ойунский был информатором НКВД. Последствиями такого шага стали преследование, травля и угрозы физической расправы, Ласков и его жена остались без средств к существованию.

### Публицистистика
Статьи И. Ласкова на разные темы (преимущественно исторические), опубликованные в газете «Молодёжь Якутии» и других изданиях в начале 90-х годов. На ст. № 16 — отдельная ссылка.
1. Облава (про китайских рабочих в СССР)
2. Тайны дела Абабурко (трагическая судьба начальника торговой конторы Якутского территориального управления Главсевморпути, белоруса по происхождению)
3. Одиссея Пенелопы (про жену М. Г. Абабурко)
4. Нам оформили доступ… (полемика с якутскими авторами касательно времени сталинских репрессий в Якутии)
5. Ахчагныров, «князь тьмы» (полемика с И. Николаевым и И. Ушницким, авторами книги «Центральное дело»)
6. Изгнание изгнанника (о Вацлаве Серошевском)
7. Серошевский. «Якуты». История одной книги
8. Серошевский. «Хайлах»
9. Пути-дороги автора «Якутов»
10. Праздник с горчинкой, или Как осовременили книгу Серошевского «Якуты»
11. А была ли провокация? (о судьбе Максима Аммосова)
12. «Муки» и «мужество» (продолжение про Аммосова)
13. Бизнес на вожде. История одной книги (критика якутского писателя И. Федосеева)
14. Драма поэта (о судьбе Платона Ойунского)
15. Грязь на копытах Джюра-Хара (об истории издания якутского эпоса «Нюргун Боотур Стремительный»)
16. Как она начиналась (размышления писателя о причинах столь неудачного для СССР начала ВОВ, заочная полемика с Иваном Стаднюком)
17. Кровавая тайна века (продолжение той же темы, заочная полемика с Виктором Суворовым)
18. «Быстренько очистил ершей…» (критика якутского писателя Николая Лугинова)